# Cyathea melleri
Cyathea melleri är en ormbunkeart som först beskrevs av Bak., och fick sitt nu gällande namn av Karel Domin. Cyathea melleri ingår i släktet Cyathea och familjen Cyatheaceae. Utöver nominatformen finns också underarten C. m. virescens.